# اوپن‌تکست
اوپن‌تکست (انگلیسی: OpenText) شرکت نرم‌افزار کانادایی است، که در سال ۱۹۹۱ تأسیس شد.